# Huernia radhwana
Huernia radhwana är en oleanderväxtart som beskrevs av Plowes. Huernia radhwana ingår i släktet Huernia och familjen oleanderväxter. Inga underarter finns listade i Catalogue of Life.